# Cục Quân khí, Quân đội nhân dân Việt Nam
Cục Quân khí trực thuộc Tổng cục Kỹ thuật, Bộ Quốc phòng Việt Nam, thành lập ngày 16 tháng 9 năm 1951  là cơ quan đầu ngành quản lý và bảo đảm vũ khí trang bị kỹ thuật cấp chiến lược của Quân đội nhân dân Việt Nam.

## Lịch sử hình thành
- Ngày 16 tháng 9 năm 1951 được lấy làm Ngày truyền thống của ngành Quân khí, trên cơ sở Phòng Quân khí thuộc Tổng cục Cung cấp. Quyền Cục trưởng đầu tiên là Trần Thùy.[2][3]
- Ngày 4 tháng 11 năm 1958, Cục Quân khí sáp nhập vào Cục Quân giới thuộc Tổng cục Hậu cần. Đến ngày 20 tháng 10năm 1966 lại tách riêng thành Cục Quân khí và Cục Quân giới.[2][3]
- Ngày 21 tháng 7 năm 1976 cục đổi tên thành Cục Quản lý vũ khí, khí tài, đạn dược.[2][3]
- Ngày 29 tháng 4 năm1981 tách thành Cục Vũ khí và Cục Đạn dược. [2][3]
- Ngày 31 tháng 12 năm 1983 lại nhập làm một với tên gọi Cục Vũ khí-đạn thuộc Tổng cục Kỹ thuật.[2][3]
- Ngày 8 tháng 6 năm1987 đổi tên thành Cục Vũ khí.[2][3]
- Ngày 7 tháng 11 năm 1987 chuyển sang trực thuộc Bộ Quốc phòng.[2][3]
- Ngày 12 tháng 2 năm 1993 đổi tên thành Cục Quân khí.[2][3]
- Từ ngày 16 tháng 4 năm 1993 lại trở về trực thuộc Tổng cục Kỹ thuật.[2][3]

## Lãnh đạo Cục Quân khí
- Phó Cục trưởng: Đại tá Bùi Huy Ngọc
- Phó Cục trưởng: Thượng tá Lê Mạnh Cường (Đảng ủy viên)
- Phó Cục trưởng: Thượng tá Hà Đình Điệp (Bí thư Đảng ủy)
- Phó Cục trưởng: Đại tá Nguyễn Quang Lâm (Đảng ủy viên Thường vụ)

## Cơ quan trực thuộc
- Phòng Tham mưu - Kế hoạch
- Phòng Chính trị
- Phòng Hành chính - Hậu cần
- Phòng Đạn dược
- Phòng Vũ Khí
- Ban Tài chính
- Ban Quân lực

## Đơn vị cơ sở trực thuộc
- Kho KV1[4] (Vân Nham, Hữu Lũng, Lạng Sơn)
- Kho KV2[5] (Hoàng Khai, Yên Sơn, Tuyên Quang)
- Kho KV3 (Đại Từ, Thái Nguyên)
- Kho KV4[6] (Đông Triều, Quảng Ninh)
- Kho K680[7] (Hòa Thạch, Quốc Oai, Hà Nội)
- Kho V30[8] (Tiên Dược, Sóc Sơn, Hà Nội)
- Kho K802[9] (Tân Lạc, Hòa Bình)
- Kho K812[10] (Nghĩa Đàn, Nghệ An)
- Kho K816[11] (Thái Hòa, Nghệ An)
- Kho K822[12] (Ngọc Lặc, Thanh Hóa)
- Kho K826[13] (Xuân Phúc, Như Thanh, Thanh Hóa)
- Kho K834[14] (Cao Phong, Hòa Bình)
- Kho K850[15] (Tân Lạc, Hòa Bình)
- Kho K852[16] (Đô Lương, Nghệ An)
- Kho K854[17] (Lạc Sơn, Hòa BÌnh)
- Kho K856[18] (Hướng Hiệp, Đakrông, Quảng Trị)
- Kho K860[19] (Long Bình, Biên Hòa, Đồng Nai)
- Kho K864 [20](Mai Hắc Đế, Buôn Ma Thuật, Đăk Lăk)
- Kho K866[10] (Nghĩa Đàn, Nghệ An)
- Kho K870[21] (Yên Thế, Pleiku, Gia Lai)
- Kho K882[22] (Đồng Tiến, Đồng Phú, Bình Phước)
- Kho K888[23] (Long Bình, Biên Hòa, Đồng Nai)
- Kho K890[24] (Phú Bài, Hương Thủy, Thừa Thiên Huế)
- Kho K894 (Nam Sơn, Tam Điệp, Ninh Bình)
- Kho K895[7] (Hà Lai, Hà Trung, Thanh Hóa)
- Kho K896[25] (Mang Yang, Gia Lai)
- Kho K897[26] (Mang Yang, Gia Lai)
- Kho K899 (Thành lập 17/2/2005) (Đức Trọng, Lâm Đồng)
- Xưởng X260[27] (Đan Phượng, Hà Nội)
- Xưởng X264[28] (Cao Phong, Hòa Bình)
- Xưởng X265[29] (Nghệ An)
- Đoàn Vận tải 60[30] (Bắc Từ Liêm, Hà Nội)
- Tiểu đoàn 743[10] (Tân lạc, Hòa bình)
- Trung tâm T262[31] (Lai Xá, Hoài Đức, Hà Nội)
- Trung tâm T263[32] (Nguyễn Văn Tỏ, Biên Hòa, Đồng Nai)
- Trung tâm T265[33] (Mang Yang, Gia Lai)
- Nhà khách TP. Hồ Chí Minh

## Hệ thống cơ quan Quân khí trong Quân đội
- Cục Quân khí thuộc Tổng cục Kỹ thuật.
- Phòng Quân khí thuộc Cục Kỹ thuật của các Quân khu, Quân đoàn, Quân chủng, Binh chủng, Tổng cục và tương đương.
- Ban Quân khí thuộc Phòng Kỹ thuật của các Sư đoàn, Lữ đoàn, Vùng Cảnh sát biển, Bộ CHQS tỉnh, thành phố trực thuộc TW, Bộ CHBP tỉnh, thành phố trực thuộc TW và tương đương.
- Trợ lý, Nhân viên Quân khí thuộc Ban Kỹ thuật của các Trung đoàn, Ban chỉ huy quân sự quận, huyện, thị xã và tương đương.

## Cục trưởng qua các thời kỳ
- Nguyễn Quang Lộc, Đại tá
- 1978-, Ưng Quốc Tuynh, Đại tá1
- 1987-, Lương Hữu Sắt, Thiếu tướng, Trung tướng (1992)
- -1994, Đỗ Đức Pháp, Đại tá, Thiếu tướng, Chủ nhiệm Tổng cục Kỹ thuật
- 1994-2000, Đinh Danh Nghiêm, Đại tá, Thiếu tướng (2003), Phó Chủ nhiệm Tổng cục Kỹ thuật (2000-2008)
- 2000-2007, Nguyễn Minh Đức, Đại tá, Thiếu tướng (2006), Phó Chủ nhiệm Tổng cục Kỹ thuật (2007-2011)
- 2007-2012, Lê Quý Đạm, Thiếu tướng (2010), Trung tướng (2015), hiện là Chủ nhiệm Tổng cục Kỹ thuật.
- 2012-2019, Trần Trọng Tuấn, Thiếu tướng (2013)
- 2019 - nay Hoàng Đạo Nhật Yên, Thiếu Tướng (2020)

## Chính ủy qua các thời kỳ
- 2005-2010, Đỗ Đình Cảnh, Đại tá
- 2010-2019, Nguyễn Văn Mỹ, Đại tá, sau Thiếu tướng (2019) là Cục trưởng Cục Chính trị, Tổng cục Kỹ thuật